# Synagoge (Commercy)

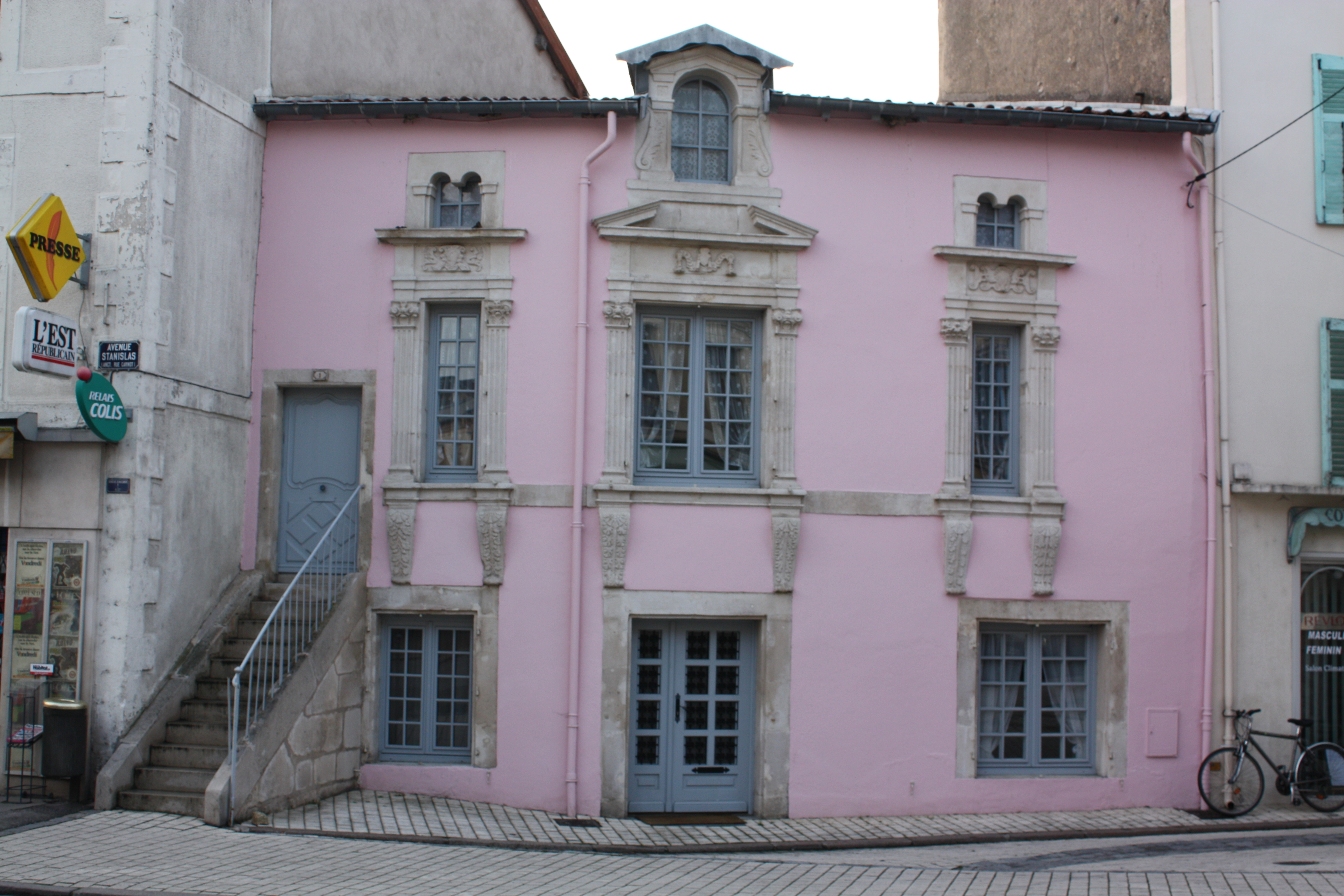
Synagoge in Commercy

Die Synagoge in Commercy, einer französischen Stadt im Département Meuse der Region Lothringen, wurde im 16. Jahrhundert errichtet. Die profanierte Synagoge an der Nr. 1 rue des Juifs wurde 1926 als Monument historique klassifiziert.

## Geschichte
Die Synagoge im Stil der Renaissance befindet sich im ehemaligen Judenghetto. Das Gebäude wurde nach dem Ersten Weltkrieg in ein Wohnhaus umgebaut. Die Außentreppe, die zur Frauenempore führte ist noch vorhanden und der Platz der Gesetzestafeln an der Fassade ist ebenfalls ersichtlich.